# Cabo Daciolo

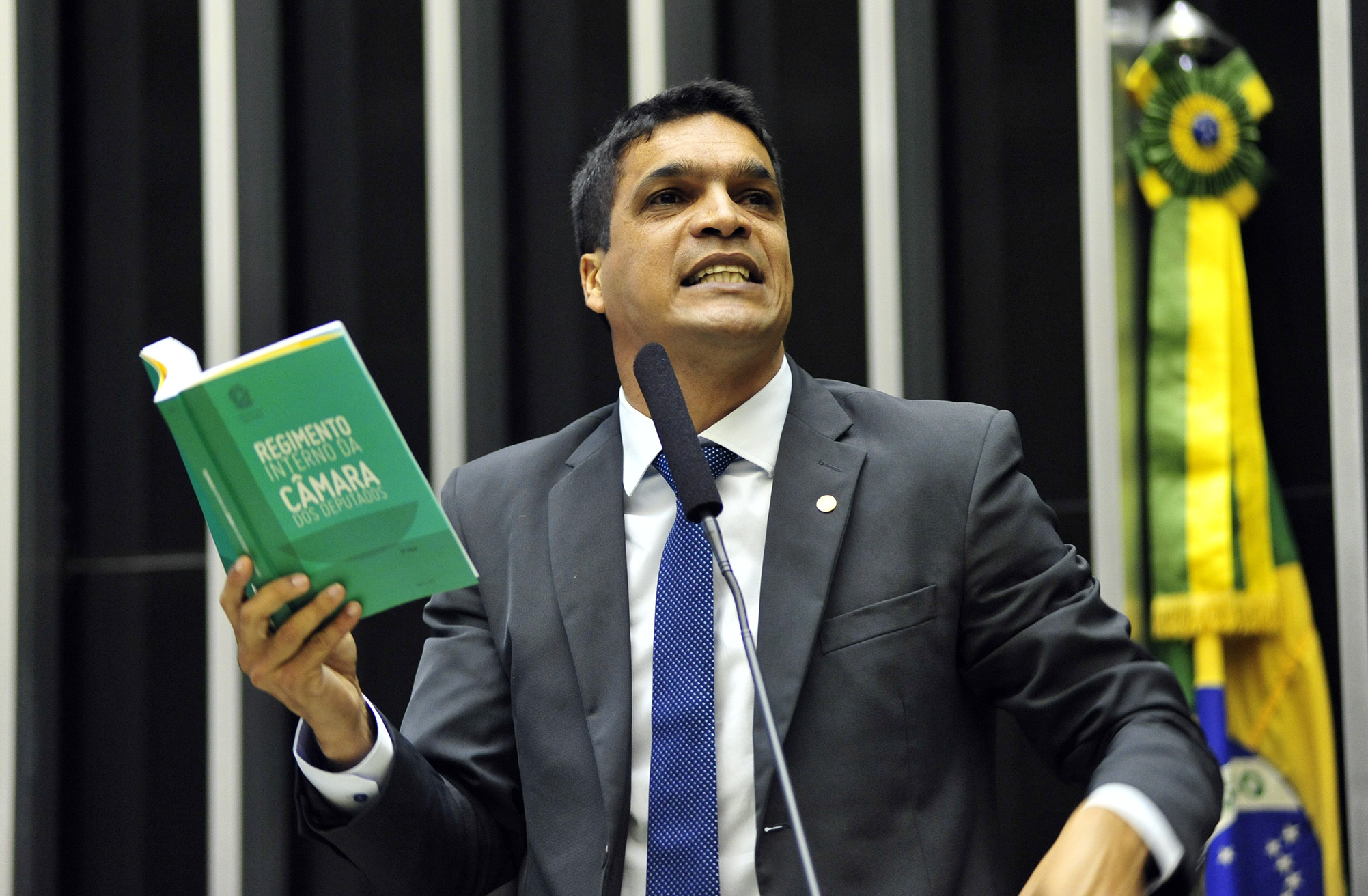
Daciolo im Jahre 2015 während einer Rede im Plenarsaal

Benevenuto Cabo Daciolo Fonseca dos Santos (geboren am 30. März 1976 in Florianópolis) ist ein brasilianischer Politiker und ehemaliger Präsidentschaftskandidat. Ursprünglich in der politischen Linken beheimatet, ist er heute ein Vertreter rechtsextremer Christen in Brasilien.

## Werdegang

### Aufstieg in der politischen Linken
Cabo Daciolo ist der Sohn von Manoel Fonseca dos Santos und Neuza Aparecida Daciolo dos Santos. Er hat den Rang eines Korporals des Corpo de Bombeiros Militar (militärisches Feuerwehrkorps).
Bekanntheit erlangte Daciolo im Jahr 2011, als er als Rädelsführer bei Streiks von Feuerwehrleuten auftrat und deswegen für mehrere Tage inhaftiert wurde. 2014 wurde er als Bundesabgeordneter der linkspopulistischen Partei Partido Socialismo e Liberdade (PSOL) für den Staat Rio de Janeiro gewählt. Er trat am 1. Februar 2015 sein Mandat für die 55. Legislaturperiode der Abgeordnetenkammer im Nationalkongress an. 2015 wurde er aus der PSOL ausgeschlossen, nachdem er das Säkularitätsprinzip der Partei verstieß, als er forderte, den ersten Artikel der brasilianischen Verfassung Alle Macht geht vom Volke aus in Alle Macht kommt von Gott zu ändern. Daraufhin schloss er sich zunächst der Kleinpartei Avante 70 an.

### Hinwendung zur politischen Rechten
2018 trat er der nationalreligiösen Partei Patriota bei und wurde von dieser als Präsidentschaftskandidat nominiert. Aufsehen erregte er unter anderem mit Aussagen, Brasilien in einen totalitären Gottesstaat („teocracia“) umformen zu wollen. Daciolo erhielt als Sechstplatzierter 1,3 Prozent der Stimmen und schied somit im ersten Wahldurchgang aus. Danach war Daciolo noch bis 2020 Mitglied bei der Protestpartei Podemos, aktuell ist er Mitglied der nationalkonservativen Partido Liberal.
Heute steht Daciolo militanten Evangelikalen nahe. Er gilt als Unterstützer der Regierung von Jair Bolsonaro, vertritt aber im Gegensatz zu diesem wirtschaftspolitisch interventionistische Positionen. Des Weiteren vertritt er diverse Verschwörungstheorien, beispielsweise unterstellt er den linken Parteien Lateinamerikas, eine Art sozialistische EU in Lateinamerika („URSAL“) aufzubauen, um die nationale Souveränität in Lateinamerika zu untergraben.